# Herr von Grau
Herr von Grau ist ein ehemaliges deutsches Rapduo aus Niedersachsen. Es bestand aus Benjamin „Benny“ Stottmeister (* 1981 in Wolfsburg) alias „Lemur“, verantwortlich für die Raps und die Beats, und Stefan Kraatz (* 1984 in Braunschweig), der DJ, Engineer und Manager des Duos und ebenfalls Produzent der Beats.

## Biografie
Stottmeister begann mit zwölf Jahren zu rappen. Nach einiger Zeit als Solokünstler wurde er Mitglied der Rapformation Feegefeuer.de. Später war er Teil des Elektro-Rap-Liveacts Der Aksel des Bösen. Mit 19 Jahren begann Stottmeister mit dem Produzieren von Beats. Neben Rapbeats macht er auch Rhythmen elektronischer Tanzmusik. Kraatz spielte Schlagzeug in diversen Bands aller Genres. 2004 wurde er Schlagzeuger der Braunschweiger Post-Hardcoreband Nihilists. Parallel dazu sammelte er auf Hip-Hop-Jams Erfahrungen als DJ. Im Jahr 2005 zog er nach Berlin und studierte dort Tontechnik. 
Anfang 2007 trat Stottmeister  bei einem Punkrockkonzert im SO36 in Berlin-Kreuzberg auf, wo er Kraatz kennenlernte. Für einen von Kraatz geplanten Sampler wollten die beiden einen Song aufnehmen. Dies endete in einem fertigen Album, welches im Juni 2007 unter dem Titel Blumenbeet erschien. Dazu erschien die Videosingle Der große Schmerz. Kurz darauf wurde der 2-Track-Audio-Flyer Manni aufgenommen, kopiert und danach in ganz Berlin versteckt.
Das zweite Album Heldenplätze wurde am 6. April 2009 über das Label rappers.in veröffentlicht. Der zweite Audioflyer wurde im November 2008 in einigen Großstädten Deutschlands verteilt. Dieses Prinzip setzten Herr von Grau mit dem Vertrieb der beiden weiteren Versteck-CDs Eberhard (Juli 2009) und Detleph (Juni 2010) fort. Ende 2009 entschloss sich das Duo, bisherige Samplerbeiträge und Exclusive-Tracks auf der auf 100 Exemplare begrenzten CD Internetmusik zu sammeln. Dieses Werk stellten Herr von Grau auch als kostenlosen Download zur Verfügung. Ende des Jahres 2009 trennte sich das Duo vom Label rappers.in. Am 28. Mai 2010 erschien das Album von Herr von Grau unter dem Titel Revue über das nach der Trennung gegründete Label Grautöne Records. Am 9. August 2013 erschien dann das Album Freiflug.
Am 29. April 2014 verkündeten Herr von Grau die Trennung auf ihrer Facebookseite. Danach machte Benjamin „Benny“ Stottmeister unter dem Künstlernamen Lemur alleine Musik. Kraatz arbeitet seit der Trennung als Produzent für FINN und als Toningenieur für diverse Independentkünstler in seinem L26Studio.

## Diskografie
- 2007: Blumenbeet
- 2007: Manni (1. Versteck-CD)
- 2008: Blumenbeet 2.0
- 2008: Gudrun (2. Versteck-CD)
- 2009: Heldenplätze
- 2009: Eberhard (3. Versteck-CD)
- 2009: Internetmusik (Freedownloadmixtape)
- 2010: Revue
- 2010: Detleph (4. Versteck-CD)
- 2011: Blumenbeet 3.0
- 2011: Das erste Buch Grau (EP)
- 2012: Herbst (EP)
- 2013: Freiflug (LP)

### Sonstige
- 2008: Mama (Deutschlands Vergessene Kinder)
- 2009: Hip Hop (Juice-Exclusive! auf Juice-CD #97)
- 2010: Schreibtische (Kennenlernrunde Vol. 9)